# Newry City FC
Pentru alte utilizări ale numelui propriu Newry, a se vedea Newry (dezambiguizare).
Newry City F.C. este o echipă de fotbal din Comitatul Armagh, Irlanda de Nord.

## Lotul sezonului 2009-2010
| Nr. |                   | Poziție | Jucător         |
| --- | ----------------- | ------- | --------------- |
|     | Irlanda de Nord   | P       | Neil Gallaher   |
|     | Irlanda de Nord   | P       | Andy Coleman    |
|     | Irlanda de Nord   | F       | Cullen Feeney   |
|     | Republica Irlanda | F       | Danny O'Connor  |
|     | Irlanda de Nord   | F       | Ciran Boyd      |
|     | Irlanda de Nord   | F       | Davy Munster    |
|     | Scoția            | F       | Ross Black      |
|     | Republica Irlanda | F       | Gavin McDonnell |
|     | Suedia            | F       | Darren King     |
|     | Irlanda de Nord   | M       | Matty Hazelly   |
|     | Irlanda de Nord   | M       | Kevin Keegan    |

| Nr. |                   | Poziție | Jucător         |
| --- | ----------------- | ------- | --------------- |
|     | Țara Galilor      | M       | Steven Ferguson |
|     | Țara Galilor      | M       | Ruairi Devlin   |
|     | Republica Irlanda | M       | Alan Davidson   |
|     | Irlanda de Nord   | M       | Niall Henderson |
|     | Norvegia          | A       | Stephen Garrett |
|     | Irlanda de Nord   | A       | Andy Graham     |
|     | Irlanda de Nord   | A       | Paul Keenan     |

## Palmares
- Irish League First Division: 1
  - 1997/98
- County Antrim Shield: 1
  - 1987/88
- Cupa Mid-Ulster: 13
  - 1936/37, 1956/57, 1963/64, 1966/67, 1968/69, 1974/75, 1977/78, 1978/79, 1984/85, 1986/87, 1989/90, 1999/00, 2006/07
- Irish League B Division: 2
  - 1959/60, 1980/81
- Cupa Irish Intermediate: 2
  - 1958/59, 1966/67, 1980/81
- Cupa Bob Radcliffe: 2
  - 1978/79, 1984/85†

## Jucători importanți
- Pat Jennings
- Tommy Breen
- Jimmy Kelly
- John Feenan
- John McDonnell (footballer)
- Ollie Ralph Striker
- Gerry Flynn
- Robbie Casey Current Reserve Team Manager
- Mickey Keenan Current Goalkeeper Coach
- Davy O'Hare goalkeeper, Coleraine
- Wayne Gordon goalkeeper
- Damien Whitehead striker,
- Andy Crawford striker, Institute
- Damien Curran midfielder, Linfield
- John Connolly goalkeeper, Cliftonville
- Robert Robinson goalkeeper, Glenavon
- Paddy Mc Laughlin defender, Institute
- Richard Clarke midfielder, Glentoran
- Mickey Collins midfielder, Crusaders F.C.
- Chris Morgan Striker, Dungannon Swifts F.C.